# 디지털 텔레비전
디지털 텔레비전(digital television, DTV)은 기존의 텔레비전에서 아날로그 신호를 사용했던 것에 반해, 디지털 신호를 이용하여 동영상과 소리를 송신 및 수신할 수 있는 방송 시스템을 말한다. 디지털 텔레비전은 디지털 방식으로 압축되고 변조된 데이터를 이용하므로, 디지털 텔레비전용으로 설계된 텔레비전 수상기나 셋톱박스를 통해서만 시청할 수 있다.
디지털 텔레비전은 기존의 텔레비전에 비해 몇 가지 장점을 가지는데 가장 중요한 것은 채널이 차지하는 대역폭을 줄일 수 있다는 점이다. 또한 멀티캐스팅(한 채널에 여러 프로그램을 동시에 방송하는 기능), 전자 프로그램 가이드, 대화형 텔레비전 등의 특수한 서비스들도 가능하다.
디지털 텔레비전은 아날로그 텔레비전보다 나은 수준의 화질과 음성을 제공한다. 하지만 디지털 텔레비전의 영상 기술은 아직 초기 단계이므로 아날로그 텔레비전이나 영화 필름에서 나타나지 않는 화질상의 문제점들을 개선할 여지가 많이 남아있다. 이것은 현재 사용되는 대역폭 및 (MPEG-2와 같은) 압축 알고리즘의 제한으로 인해 나타나는 것이지만, 16/35mm 필름과 같은 원본 영상과 세밀하게 비교해 보지 않는 이상 차이가 뚜렷하게 나타나는 정도는 아니다.

## 개요
디지털 TV는 아날로그 TV와 같은 대역폭 (6 MHz 혹은 7 MHz)에서 더 많은 채널을 수신하고 HD급 고화질 방송을 볼 수 있다. 디지털 신호는 아날로그 신호가 가지고 있던 "고스트 현상" 이나 "스노우 노이즈", 그리고 오디오의 고정 노이즈와 같은 증상을 제거하여 깨끗한 방송을 시청할 수 있게 되었다. 하지만 수신율이 낮은 곳에서는 MPEG 압축 방식에 의해 "블로킹" 과 같은 새로운 증상이 나타나거나, 아날로그 TV에서는 약간의 노이즈와 함께 시청이 가능했던 방송들을 전혀 시청할 수 없거나 하는 경우가 발생된다. 방송사에서 결정한 기술적인 표준에 정의된 철학과 오류 정정 수준에 따라 디지털 TV는 완벽하게 동작하거나 전혀 동작하지 않을 수도 있다.
HD급 디지털 TV로의 전환 과정에서 화면의 가로세로비 형식을 4:3에서 16:9 로 전환하는 문제가 있다. 이로 인해 TV 화면의 형식이 영화나 사람의 시각에 더 가까워지게 되었다. 기존의 화면에서는 "레터박스" 라고 하여 4:3 형식의 화면의 위아래에 검은 띠를 넣어서 화면의 가로세로비를 16:9 로 맞추었다.

## 디지털 방송 시장

### 지상파

전 세계 지상파 디지털 텔레비전 기술 표준 현황

디지털 지상파 텔레비전은 2000년대 이후에 전 세계적으로 단계적으로 상용화되었다.
- 정부에서는 디지털 지상파 텔레비전을 "차세대 성장 동력 사업" 중의 하나로 간주하여 세계적인 "디지털 혁명"에서 우위를 차지하기 위해 투자를 늘리고 있으며, 기존의 TV에서 사용하던 주파수 대역을 다른 통신 수단을 위해 사용하려고 하고 있다.

- 방송사업자들은 디지털 지상파 텔레비전을 디지털 위성파 텔레비전과 디지털 케이블 텔레비전 또는 PVR 이나 VOD 와 같은 다른 디지털 영상물 배포 기술과 경쟁할 수단으로 보고 있으며, 시청자들과 더욱 긴밀하게 상호작용하기 위한 수단으로 사용하려고 하고 있다.

- 장비 생산업체에서는 디지털 지상파 텔레비전을 위해 먼저 셋톱박스(set-top box)를 판매하고 있으며, 지금은 텔레비전과 셋톱박스가 합쳐진 일체형 제품을 판매하고 있다.

- 시청자들은 디지털 지상파 텔레비전을 기존의 안테나에서 더 많은 프로그램이나 고화질의 방송을 얻기 위한 수단으로 사용하고 있다. 케이블이나 위성방송은 많은 채널을 한정된 공간에 넣어야 해서 많은 기계로 거쳐서 직접 안테나로 받아서 보는 것보다 화질이 떨어질 수 있다. 직접 안테나로 받아서 보는 것이 제일 깨끗하다.

### 위성파
디지털 텔레비전은 이미 가능한 대역폭 내에서 수많은 채널을 서비스하고 있는 위성파 텔레비전 시장에서 살아 남았다. 미국과 영국의 디지털 위성파 텔레비전의 사업 모델은 케이블 TV와 유사하다. 디지털 위성파 텔레비전 사업자들은 pay-TV 와 같이 많은 수의 채널들을 패키지로 묶어 서비스하려는 경향이 있다. 위성 방송은 지상파 방송에 비해 더 넓은 RF 대역폭을 이용할 수 있기 때문에 더 많은 채널의 수와 고화질의 방송을 제공할 수 있다.

### 케이블
이미 기존의 아날로그 케이블 셋톱박스가 공급된 곳에서는 디지털 방송을 수신하기 위해 셋톱박스의 교체가 필요하다. 사용자 입장에서 주된 이점으로는 단순히 화질이 좋아진 것과 채널이 늘어난 것이지만, (케이블 사업자가 셋톱박스 하드웨어와 미들웨어 소프트웨어를 선택하는 것에 따라) 아날로그 방송에 비해 더 많은 기능이 추가될 수도 있다. 종종 부가 정보가 포함된 (일주일 단위의) TV 가이드를 보거나, 특정 프로그램을 예약한 뒤 시간을 알려 주거나, 부모가 아이들이 볼 방송의 등급을 제한하는 등의 기능이 포함되기도 한다. 케이블 사업자들은 또한 디지털로 방송되는 영상물을 DES 와 같은 방식으로 암호화하여 더 나은 등급 제한 기능을 제공하거나 불법적인 접근을 방지하기도 한다.
더 진보된 케이블 네트워크에서는 상호대화형 기술을 사용하여 디지털 TV 용 셋톱박스에서 사업자 측에게 사용자의 정보를 넘겨주는 양방향 데이터 통신이 가능하다. 이로 인해 웹 형식의 상호대화형 서비스(VOD (Video-on-Demand), 게임, 투표 ...)를 제공할 수 있다.

## 기술사항

### 방송 형식
모든 디지털 방송은 표준 해상도 텔레비전(SDTV)과 고해상도 텔레비전(HDTV) 화면을 전송할 수 있다.
초기의 SDTV 텔레비전 방송 표준은 아날로그였으며, 디지털 SDTV 텔레비전 방송은 아날로그 방송과의 호환성을 위해 그 구조를 사용한다.

## 국가별 도입현황

### 아날로그 종료 연대표

디지털 전환 진행 중인 전 세계 지도 (2019년 1월 1일 기준)
전환 완료
고출력 방송국은 전환 완료, 저출력 방송국은 아직 완료되지 않음
전환이 진행 중, 아날로그와 디지털 송출
전환이 시작되지 않음, 아날로그만 송출
전환 계획이 없음, 아날로그만 송출
정보 없음

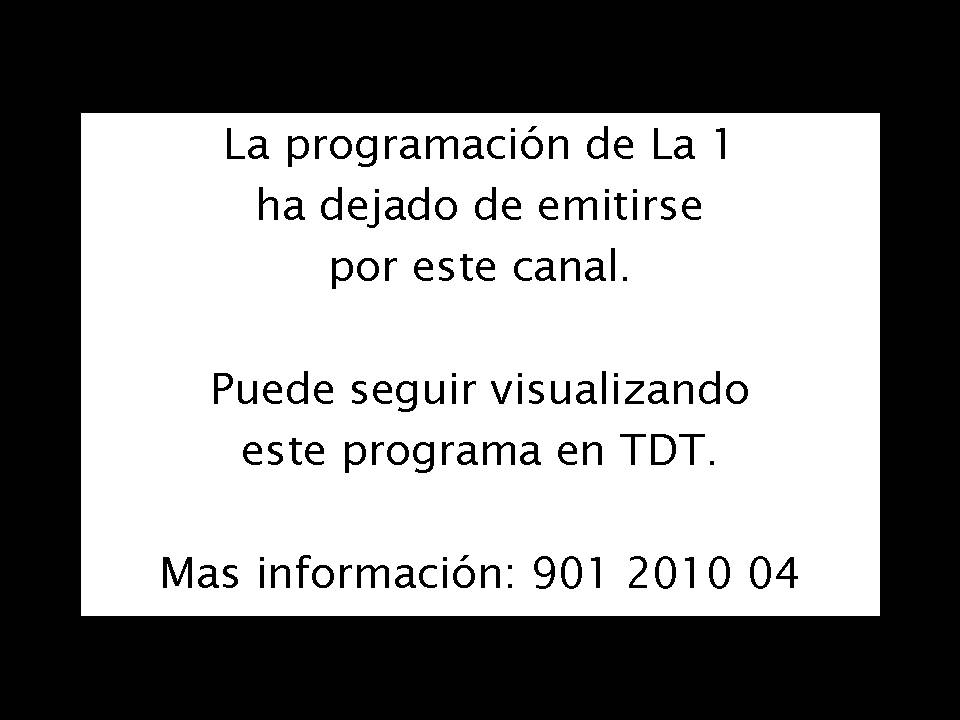
스페인에서 아날로그 종료 안내문

- 2006년: 룩셈부르크(지상파), 네덜란드
- 2007년: 안도라, 핀란드, 스웨덴, 스위스
- 2008년: 독일 (1단계)
- 2009년: 덴마크, 노르웨이, 미국 (전출력 중계소)
- 2010년: 벨기에, 크로아티아, 에스토니아, 건지섬, 저지섬, 라트비아, 룩셈부르크(케이블, 위성), 산마리노, 슬로베니아, 스페인, 영국(웨일스)
- 2011년: 오스트리아, 캐나다, 키프로스, 프랑스, 이스라엘, 일본(특별 재난 지역을 선언한 후쿠시마현, 이와테현, 미야기현은 제외), 몰타, 모나코, 터키 (1단계), 영국(스코틀랜드)
- 2012년: 체코, 지브롤터, 아일랜드, 이탈리아, 일본(후쿠시마현, 이와테현, 미야기현), 리투아니아, 사우디아라비아, 카타르, 오만, 아랍에미리트, 요르단, 이집트, 바레인, 이라크, 쿠웨이트, 레바논, 시리아, 예멘, 포르투갈, 슬로바키아, 대한민국, 중화민국, 영국(잉글랜드, 북아일랜드)
- 2013년: 오스트레일리아, 아제르바이잔, 불가리아, 헝가리, 마케도니아, 모리셔스, 뉴질랜드, 폴란드, 짐바브웨
- 2014년: 세르비아, 아이슬란드, 나미비아, 알제리
- 2015년: 벨라루스, 브루나이, 그리스, 인도, 이란, 모로코 (UHF 대역), 멕시코, 몰도바, 루마니아 (UHF 대역), 르완다, 터키 (2단계), 케냐, 우간다, 가나
- 2016년: 버뮤다, 브라질(연방구, 고이아스주 리오베르데), 몽골, 우크라이나, 칠레, 중화인민공화국(중국중앙텔레비전), 부룬디
- 2017년: 브라질(리우데자네이루주, 상파울루주 같은 일부 대도시), 필리핀 (라이트 네트워크), 스리랑카, 루마니아 (2단계), 독일 (2단계)
- 2018년: 브라질(리우데자네이루주, 상파울루주를 포함한 모든 대도시), 엘살바도르, 루마니아 (VHF 대역), 태국 (1단계), 우크라이나, 우즈베키스탄, 카자흐스탄
- 2019년: 러시아, 볼리비아, 싱가포르, 인도 (1단계), 말레이시아, 몰도바 (트란스니스트리아), 페루 (리마, 카야오), 스리랑카, 코스타리카
- 2020년: 브라질(전 지역), 중화인민공화국 (상업 방송), 모로코 (VHF 대역), 파나마, 홍콩, 인도네시아, 태국 (채널 3), 파라과이, 베네수엘라, 몰도바 (나머지), 수단, 코트디부아르
- 2021년: 도미니카 공화국, 미국 (저출력 중계소), 인도 (2단계), 콜롬비아, 아르헨티나
- 2022년: 캐나다 (나머지 지역), 엘살바도르
- 2023년: 쿠바, 필리핀 (나머지 지역), 인도 (마지막 단계), 페루 (나머지 지역)
- 2024년 이후 : 베트남
- 아직 정확히 알 수 없음 : 남아프리카공화국, 우루과이
- 종료 계획 없음 : 라오스, 일부 아프리카 국가,조선민주주의인민공화국(북한)

### 대한민국
지상파 텔레비전 방송
위성 방송
디지털 위성 방송으로는 대한민국의 유일 유료 위성 방송사인 KT스카이라이프가 서비스를 하고 있다. H.264방식을 이용해 여러 개의 채널에서 HD급 화질로 방송하고 있지만 대다수는 SD로 방송되고 있다. 산간 도서 지역의 난시청 해소를 위한 무궁화 위성 3호와 무궁화 위성 5호의 무료수신일 경우 KBS1을 제외한 전 채널이 SD로 공급되고 있으며 일부 채널에 대한 HD전환은 현재 논의 중 이긴 하나 결정된 바가 없다.
케이블 방송
케이블 사업자도 OpenCable기술을 사용하여 디지털 케이블 방송을 하고 있다. 디지털 케이블 방송사업자로는 CJ헬로비전, (옛Qrix), HCN, 딜라이브 (구:C&M), CMB, 티브로드, 딜라이브 (구:GS) 등이 있다. 이 역시도 소수의 채널을 HD로 방송하나 대다수의 채널은 SD로 방송된다. 참고로 지상파 아날로그 방송이 2012년 12월 31일에 종료돼도 케이블의 아날로그 방송은 2015년부터는 아날로그 송출을 중단하고 (DTV에서) 디지털로 송출하는 방식으로 완전히 전환되었다.
IPTV
IPTV로는 KT의 올레 TV, SK브로드밴드의 B TV, LG유플러스의 U+ TV 사업자 방송들이 있으며 이들 모두 디지털로 방송 중이며 각 셋톱박스를 이용해 해상도를 정할 수 있다. (ATV: 480i, SDTV: 480p, HDTV: 720p, Full HDTV: 1080i, 1080p를 권장한다.)

### 일본

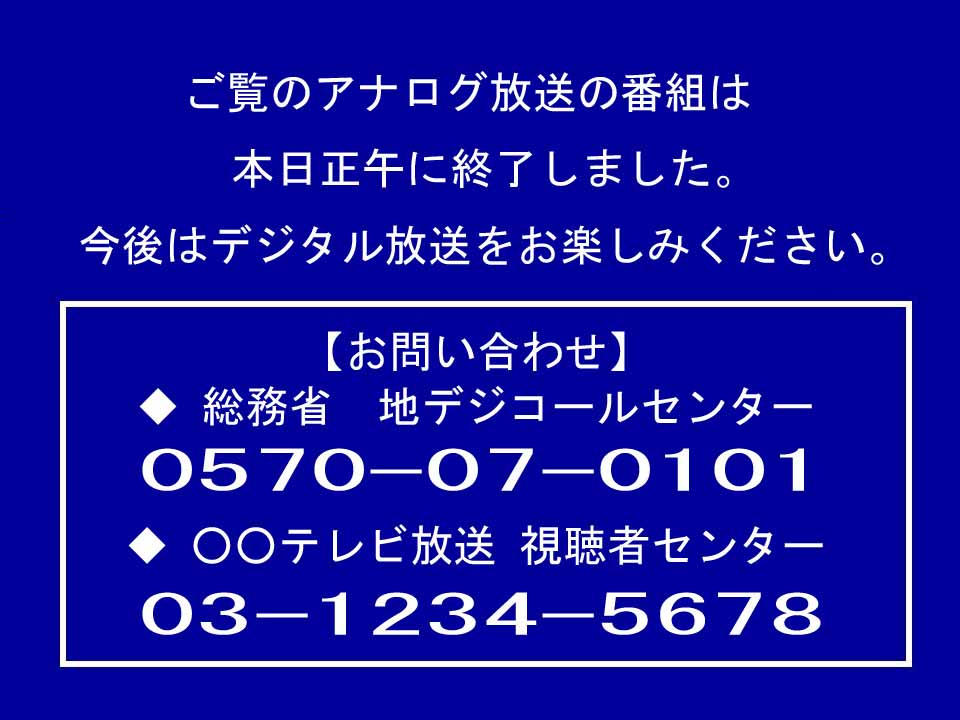
일본에서 아날로그 종료 안내문

지상파 디지털 텔레비전 방송을 줄여서 '지데지'(地デジ)라고 부르는 일본에서는 2011년 7월 24일, 지상파 아날로그 TV 방송이 완전 종료되고 ISDB방식의 지상파 디지털 TV 방송 체제로 완전 전환되었다.
일본 최초의 디지털 TV 방송으로 기록된 1996년에 CS방송 스카이 퍼펙TV와 2000년에 BS 디지털 방송에 뒤이은 쾌거라고 볼 수 있다. 사실 일본은 1989년에 NHK가 BS방송을 활용한 아날로그 하이비전 서비스를 제공했지만, 미국이나 유럽의 디지털 HD방송에게 시장을 선점당하는 시행착오를 경험한 바 있다.
먼저 1단계는 NHK가 BS 방송 중 일부를 활용하여 하루에 1시간 정도의 실험적인 하이비전 방송을 시도하였다. 2단계에는 NHK와 6개 민방이 연합하여, 하루에 8시간 동안 하이비전 프로그램을 제공하였고, 이후 17시간으로 1일 방송시간이 확대하였다. 3단계에는 NHK와 6개 민방이 중심이 되어 디지털 BS방송을 시작하였고, 2003년 12월부터 지상파 디지털 방송이 서비스를 개시하였지만, 프로그램의 경우 프라임 타임에 NHK는 90% 이상이 HD로 제작되었고, 민영 방송사들의 약 50% 수준에 도달하게 되었다.
2006년 말까지 전국 디지털 TV 방송이 서비스를 완성하였으며, 그 뒤에 2011년 7월 24일에 디지털 TV 방송을 전환하였다. 단, 도호쿠 지방 3개 현(이와테현·미야기현·후쿠시마현 등)의 경우 지진 해일의 여파로, 아날로그 송출 중단 시기가 2012년 3월 31일로 순연되었다.

### 영국
영국엔 세가지 형태의 디지털 텔레비전 방송이 있다. 그 세가지는 다음과 같다. 스카이 UK(Sky UK)로 불리는 영국 Sky 방송이 제공하는 위성방송, 버진 미디어(Virgin Media; 예전의 텔레웨스트와 NTL)가 제공하는 디지털 케이블 방송, 프리뷰(Freeview)로 불리는 무료 공중파 지상파 방송서비스이다.
최초로 출범한 디지털 지상파 방송인 ONdigital (후엔 ITV Digital로 불림)은 실패하고 방송사는 파산했다.
2002년 프리뷰(Freeview)가 ITV Digital을 대체했다. 프리뷰는 동일한 DVB-T 방식을 사용하였으나, 오류 정정 수준을 크게 높여서 전 사업자를 파산으로 몰고간 수신률 문제를 해결하려 했다. 또한 유료 방송서비스를 기조로 하는 대신, 프리뷰는 기존의 5개 아날로그 무료 공중파와 새로운 20개 디지털 채널을 무료로 제공하고 있다. 모든 서비스는 SD급으로 전송되고 있다. 정부는 2010년까지 아날로그 방송을 중지할 수 있을 것으로 기대하고 있다.

### 미국
2009년 6월 12일부터 전국에서 소출력 방송사를 제외한 모든 아날로그 텔레비전 방송이 중단되었으며 미국 국민들은 디지털 방송 수신기와 같은 금전 문제를 해결하기 위해 쿠폰을 받기도 했다. 아메리카 대륙에서 첫 번째로 디지털 전환을 완료한 국가로 기존의 아날로그 브라운관 텔레비전 보유자들의 대한 처우도 원만하게 해결되며 이러한 과정은 대한민국의 디지털 전환의 모델이기도 하다.

### 캐나다
캐나다 방송통신위원회(CRTC)는 미국과 동일한 디지털 표준을 채택했으나, 디지털 방송으로의 전환 일자를 정하지 않고, 시장에 의한 자연스러운 변화가 일어날 것으로 기대했다. 하지만, 2009년 9월 현재 캐나다 방송사들이 디지털 방송 송출을 확대할 기미가 보이지 않고 있다. 큰 도시들에서는 디지털 방송을 하고 있으나, 그 외에서는 디지털 방송이 되지 않는 이유는 미국 방송 대체가 바로 그 이유다. 미국 방송 대체란, 캐나다 방송국이 동시간대의 미국 방송국의 프로그램을 재송출하는 것이다. 그래서 2011년 8월 11일에 (극한 지역 제외) 아날로그 방송 송출을 끝낸다. 2009년 1월 현재 토론토에서는 아날로그로 방송하는 모든 방송사들(TV Ontario 제외, 하지만 디지털 방송이 예정됨)이 디지털로도 방송하고 있다. 밴쿠버에서는 거의 모든 방송사들이 디지털로 방송하고 있다. 그 외 몬트리올, 오타와 등에서는 CBC가 디지털로 방송하고 있다. 캘거리에서는 Global과 CTV가 디지털 방송을 하고 있다. 에드먼턴에서는 Global이 디지털 방송을 하고 있다. 2009년 9월 현재 전체적으로 밴쿠버, 토론토, 캘거리에서만 대형 방송사들이 디지털 방송을 하고 있다. 또한 토론토, 밴쿠버와 같은 미국 국경과 가까운 도시에서는 미국에서 송출되는 디지털이나 아날로그 방송도 수신할 수 있다. 그리고 2012년 5월 31일까지 극한 지역과 모든 지역의 방송사들이 아날로그 방송 송출을 완전히 종료 후 완전 디지털화를 완료화였다.

### 오스트레일리아
모든 대도시의 텔레비전 방송국과 지역 방송국은 현재 아날로그 PAL G/K방식과 디지털 DVB-T 방식으로 동시송출하고 있다. SD급이 가장 일반적인 해상도이다. 법적으로 모든 방송은 100% SD급으로 송출되어야 하며, 이 중 일주일에 20시간 이상은 HD 해상도로 동시 송출하여야 한다.
상업방송의 다채널 방송은 몇몇을 제외하고는 (예를 들어 스포츠 중계방송이 시간관계상 계속될 수 없으면, 부가채널로 중계되며, 원 채널은 정규방송을 내보낸다.)중지되면, 금지되어 있다. 스페셜 방송 서비스사(SBS)는 부가채널(월드 뉴스 채널)을 갖고 있으며, 호주 방송 회사(ABC)도 2003년까지 ABC 키즈와 Fly TV 채널을 갖고 있었다.
정보방송을 하기 위해선 방송사는 해당 허가를 받아야 한다.
2003년 12월 호주 최초의 디지털 전용 방송사가 탄생했다. 태스매니아 디지털 텔레비전국은 네트워크 텐의 태스매니아 지부로 시작되었다. 이 채널의 도입으로 디지털 텔레비전 방송은 여타지역과는 달리 호버트에서 큰 호응을 얻었다.
오스트레일리아 정부는 2008년(이 시한은 재고될 것이다.)까지 모든 방송사가 디지털 방송만 하도록 요구했으며, 현재 아날로그 텔레비전 주파수는 다른 목적으로 쓰이도록 비워졌다. 2007년까지는 더 이상의 무료 공중파 방송은 허가하지 않을 예정이었으나 이 두 시한은 2005년 재고되었다.

### 핀란드
현재, 디지털 텔레비전 방송은 아냘란코스키(Anjalankoski) 등의 모든 지역의 라디오와 텔레비전 방송 가시청권에서 볼 수 있다. 또한 바사(Vaasa) 지역의 방송국은 핀란드 방송 회사(YLE) 채널을 방송하고 있다. 또한 대도시에 위치한 다수의 케이블 회사가 기본방송과 유로방송을 디지털로 서비스하고 있다. YLE TV1, YLE TV2, MTV3, Neolonen으로 구성된 기본 채널에 더하여, 24시간 뉴스 채널, 스포츠 채널을 시청할 수 있다. 이 모든 채널을 무료다. 그러나 새로 생기는 채널 중에 유료채널이 생길 가능성이 있다. 2007년 9월 1일, 아날로그 방송 송출은 중지되었다.

### 독일
2003년 두 단계를 거쳐서 베를린과 그 주변 브란덴부르크 지역의 지상파 아날로그 방송이 완전히 DVB-T 형식의 디지털 방송으로 바뀌었으며 2008년 11월 25일 디지털 전환이 완료되었다.
2000년대 초부터 독일의 30여개 이상의 텔레비전 방송사들은 위성신호를 아날로그와 디지털(DVB-S 방식)로 송출했다. 2003년에 디지털로만 송출하는 방송은 독일 유일의 유료방송인 프리미어(Premiere)였으며, 프리미어 방송은 너무 이르게 디지털 방송에 암호를 걸어 소유권을 보호하려 했기 때문에 심각한 금전적 위기를 겪었다.
케이블 방송은 아직도 프리미어(DVB-C 방식)와 아날로그 밴드를 얻지 못한 몇 군소업체를 제외한 대부분이 아날로그 형태이다. 이런 상황은 이전까지 독점권을 가지고 있었던 도이체 텔레콤이 기반시설을 매우 천천히 매각하였으며, 매입사가 케이블 방송에 새로운 투자를 거의 하지 않은 것에 기인한다.

## 같이 보기
- 텔레비전 방송 시스템
- ATSC
- 디지털 라디오
- 셋톱박스
- 통합 서비스 디지털 방송
- SBTVD
- 단일 칩 시스템
- 쌍방향 텔레비전
- 고선명 텔레비전
- DVB-T